# Михалёво 3
Михалёво 3 (бел. Міхалёва 3) — деревня в составе Бортниковского сельсовета Бобруйского района Могилёвской области Республики Беларусь.

## История деревни
История деревни уходит в годы после революции 1917 года. В это время крестьянам Михалево были выделены небольшие участки земли, примыкающие к центральной усадьбе, площадью около 4 га каждый, при условии, что у них были большие семьи. Власти также способствовали строительству жилья на этих участках, предоставляя лес, цемент и другие строительные материалы. В середине 1920-х годов эта область начала превращаться в самостоятельное сельское поселение, объединяя три поселка. 
В мае 1925 года на VII Всебелорусском съезде Советов был принят ряд документов и постановлений, направленных на развитие сельского хозяйства, укрепление районных бюджетов, расширение полномочий сельских советов, вовлечение женщин в работу Советов и другие вопросы. В свете этого съезда крестьяне, выбирая название для нового поселения, предпочли название "7-й съезд Советов".
К началу 1930-х годов деревня полностью сформировалась в качестве жилого поселения, состоящего из трех близлежащих поселков, один из которых был и по сей день является хутором. Общая численность населения трех поселков на момент создания колхозов составляла около 250 человек.
В период коллективизации сельского хозяйства в начале 1930-х годов в колхозе работало около 120 человек трудоспособного населения в двух полеводческих бригадах.
К началу 1940-х годов, перед Великой Отечественной войной, население деревни Михалево-3 составляло около 400 человек, проживавших в более чем 80 хозяйствах. Большинство семей состояло из пяти и более членов. Однако Великая Отечественная война принесла множество горестей и бед всем семьям Михалево-3. Более двух третей жителей деревни не вернулись с фронта, а некоторые погибли во время оккупации.

## Быт жителей
Культурно-образовательное учреждение в деревне Михалево-3 до и после войны представляло собой только начальную школу с тремя классами и одним учителем. Все три класса обучались одновременно, и общее число учеников составляло около 20-25 человек. С четвертого класса дети отправлялись в школу, находившуюся в деревне Михалево и находившуюся в 5 километрах от Михалево-3. Подвоза детей на транспорте не предусматривалось, так как и самого транспорта не было. Уроки проводились в единой смене, начиная с 8 утра. В начале 1950-х годов в большинстве домов не было часов, и основным механизмом для определения времени служил "петух".
Вот как описывает быт жителей уроженец деревни Широкий Г.Т.:
Практически всех жителей вновь образованной деревни объединяло родство, ближнее или дальнее. Поэтому абсолютное большинство жителей деревни были по фамилии либо Широкий(ая) либо Юшкевич. Были единичные семьи по фамилии Кукобако, Пинчук, Мазурчик, Худовец. Кроме того у всех односельчан  были свои, очень меткие клички (прозвища). Прозвища передавались по наследству и никак не умоляли достоинств человека, а просто отличали его от других.
Деревня внутри себя была практически однородной – не было сильно зажиточных и сильно бедных. Были, конечно, вдовы, сироты, малоимущие, но все жители деревни вели скромный образ жизни: трудились, не хулиганили, в меру выпивали. Жили бедно, но нищих и голодных не было. На лаве под белой льняной тканью всегда лежал испеченный хлеб, а в погребе молоко. На молоке варили каши и супы. На чердаке хранились до самой весны яблоки.
Проблемы у крестьян, конечно, были, в том числе и с заготовкой сена, содержанием скота и др. Помню отдельные случаи, когда из-за бескормицы коров приходилось подвязывать в сараях веревками к стропилам, чтобы дотянуть до весны.
Детство в современном понимании в то время в деревне заканчивалось условно в возрасте 6…7 лет. С этого возраста начиналась трудовая детская жизнь. Старшие нянчили младших, выполняли другие работы по дому: мыли полы, пололи и поливали грядки, пасли овец и гусей, забирали и провожали скот в поле. Во время летних школьных каникул уже после 5-го класса дети по личной инициативе и конечно с согласия родителей, трудились в колхозном хозяйстве: пасли лошадей, подвозили воду в поле в уборочную страду и выполняли другую посильную работу.Широкий Геннадий Титович

## Население
- 1999 год — 115 человек
- 2010 год — 55 человек